# Sasson Gabai
Pour les articles homonymes, voir Gabai et Sasson.
Sasson Gabai (hébreu : ששון גבאי, parfois transcrit Gabay), est un acteur israélien, né en 1947 à Bagdad, en Irak.
Il est connu pour ses rôles dans La Visite de la fanfare d'Eran Kolirin et Le Cochon de Gaza de Sylvain Estibal, ainsi que dans la série télévisée Shtisel.

## Biographie
Né en 1947 à Bagdad, en Irak, il arrive en Israël avec sa famille à l'âge de 3 ans.

## Filmographie
Sauf indication contraire, les informations mentionnées dans cette section peuvent être confirmées par les bases de données cinématographiques  présentes dans la section « Liens externes ».
- 1976 : Shchunat Chaim (série télévisée)
- 1984 : Chantage en Israël (The Ambassador)
- 1987 : Deadline : Bossam
- 1987 : The Impossible Spy (téléfilm) : General Haled
- 1988 : Steal the Sky (téléfilm) : Kamel Djern
- 1988 : Rambo 3 (Rambo III) : Mousa Ghani
- 1990 : Mahtzeva, Ha- : Moshe David
- 1990 : The Tragedy of Flight 103: The Inside Story (téléfilm) : Marwan Khreesat
- 1991 : Onat Haduvdevanim : Choco
- 1991 : Jamais sans ma fille (Not Without My Daughter) : Hamid
- 1992 : Sipurei Tel-Aviv : Prospar
- 1992 : Blink of an Eye : Khalil
- 1994 : Mishpat Kastner (feuilleton télévisé) : Israel (Rudolf / Reszo) Kastner
- 1994 : Les Patriotes : Cop 1 Israel
- 1995 : La Cicatrice (Tzaleket)
- 1995 : Sitton (série télévisée) : Gavriel Sitton
- 1998 : Escape: Human Cargo (téléfilm) : Suliman Nasir Rasi
- 1999 : Egoz (téléfilm) : Rafael
- 1999 : Delta Force One: The Lost Patrol : Oman
- 2001 : Made in Israel : Perach
- 2001 : The Order : Yuri
- 2002 : Poker Face (téléfilm) : Alex
- 2004 : Shnat Effes : Guide-Dogs Trainer
- 2005 : Hadar Milhama (série télévisée) : Ya'akov Hilbi
- 2006 : Aviva, My Love (Aviva Ahuvati) de Shemi Zarhin
- 2007 : La Visite de la fanfare (Bikur Hatzimoret) d'Eran Kolirin : Tewfiq, le chef de la fanfare
- 2008 : Hello Goodbye de Graham Guit : le chef de la police
- 2011 : Le Cochon de Gaza de Sylvain Estibal : Jaafar
- 2013 : Shtisel : Nukhem Shtisel
- 2014 : Kidon d'Emmanuel Naccache :  Yair Itzhaki
- 2014 : Gett, le procès de Viviane Amsalem de Ronit et Shlomi Elkabetz : Shimon
- 2019 : La Femme de mon frère de Monia Chokri : Hichem

## Distinctions
Sauf indication contraire, les informations mentionnées dans cette section peuvent être confirmées par les bases de données cinématographiques  présentes dans la section « Liens externes ».
- European Awards 2007 : meilleur acteur européen pour La Visite de la fanfare
- Festival international du film d'amour de Mons 2008 : prix d'interprétation masculine